# Rudolf Kowalski (Jurist)
Julius Rudolf Kowalski (* 2. Juni 1815 in Mrotschen,  Kreis Bromberg, Provinz Posen; † 27. Februar 1883 in Posen) war ein deutscher Militärjurist.

## Leben
Ostern 1836 immatrikulierte er sich an der Albertus-Universität Königsberg für  Rechtswissenschaft und Kameralwissenschaft. 1836 wurde er in der Corpslandsmannschaft Littuania aktiv. Bei deren Teilung wurde er 1848 Silber-Litthauer. 1894 kam er zum (neuen) Corps Littuania. In Wilhelm Schmiedebergs Blättern der Erinnerung ist ein Porträtaquarell von ihm erhalten. Im Referendariat war er am Oberlandesgericht Posen. Er schlug die Laufbahn eines Intendanten der Preußischen Armee ein und blieb in der Provinz Posen. Als  Geh. Justizrat war er zuletzt Ober- und Korpsauditeur des  V. Armee-Korps in Posen.